# Eunicella tricoronata
Eunicella tricoronata is een zachte koraalsoort uit de familie Gorgoniidae. De koraalsoort komt uit het geslacht Eunicella. Eunicella tricoronata werd in 1971 voor het eerst wetenschappelijk beschreven door Velimirov. 